# Huité
Huité ist ein Ort und ein Municipio im Departamento Zacapa in Guatemala. Der Ort liegt knapp 160 km nordöstlich von Guatemala-Stadt und etwa 30 km westlich der Stadt Zacapa unweit der Atlantikfernstraße CA 9 auf 305 m Höhe.
Das 87 km² große Municipio liegt im Südwesten Zacapas und erstreckt sich vom Tal des Río Motagua in die südlich davon liegenden Berge. Es hat insgesamt rund 10.000 Einwohner, von denen der größte Teil Ladinos sind. Das Municipio besteht neben dem Hauptort Huité aus 22 „Landgemeinden“ (Aldeas), von denen La Reforma im Motagua-Tal am Bedeutendsten ist. Von dort führt eine asphaltierte Straße nach Süden in das Tal des Río Huité, wo sich der gleichnamige Ort befindet. Im Municipio gibt es mehrere als „Touricentro“ bezeichnete Schwimmbäder mit kleinen Freizeitparks.
Huité wurde im Jahr 1957 zum Municipio erhoben, davor gehörte es als Landgemeinde zu Cabañas.
Angrenzende Municipios sind Cabañas im Westen, Usumatlán im Nordwesten, Teculután im Norden, Estanzuela im Nordosten und Zacapa im Osten. Im Süden grenzt Huité an das Departamento Chiquimula.

## Persönlichkeiten
- Mariandre Chacón (* 2004), Sprinterin